# Busije (Bosanski Petrovac)
Busije (szerbül: Бусије) falu Bosznia-Hercegovinában, a Bosznia-hercegovinai Föderáció Una-Szanai kantonjában, Bosanski Petrovac községben.

## Fekvése
Bosznia-Hercegovina nyugati részén, Bihácstól légvonalban 35, közúton 41 km-re délkeletre, Bosanski Petrovactól légvonalban 14, közúton 19 km-re északnyugatra, a Bjelajsko polje végén, a tőle délre fekvő Bjelaj és az északon fekvő Vrtoče között található. Nyugatról, Prkosi felől az Ivankovo Brdo, Lukića Glavica és Koviljača (933 m), északkeletről pedig Prijeka Glavica határolja. Busijében két forrás fakad, a Karaula és a Ćojluk alatti Joha. Vízgyűjtő területük Mali Stijenjani térségére terjed ki. A házak a mező végén, a dombok alatt állnak. Néhány ház egy kissé magasabban a hegyoldalakon levő, egykor bozótos területre épült.

## Népessége
| Nemzetiségi csoport | Népesség 1991 | Népesség 2013 |
| ------------------- | ------------- | ------------- |
| Szerb               | 114           | 6             |
| Bosnyák             | 38            | 15            |
| Horvát              | 0             | 1             |
| Jugoszláv           | 7             | 0             |
| Egyéb               | 0             | 2             |
| Összesen            | 159           | 24            |

## Története
A régészeti leletek tanúsága szerint területe már a történelem előtti időkben, majd a római korban is lakott volt. Az itt talált bronz kard valószínűleg eredetileg valamely megsemmisült bronzkori sír melléklete volt és a szakemberek szerint a késői bronzkor korai fázisából származik. A Bijela Crkva lelőhelyen római épület és középkori templom maradványai találhatók. Az alapfalak mellett kő építőanyag, számos római tégla mellett pénz is került elő. A templomnak hosszúkás alapfalai voltak, a keleti oldalon négyszögletes apszissal. A 19. században állítólag még freskónyomok is láthatók voltak benne. A falak mellett még velencei pénzt is találtak. A falun korábban az Una völgyébe vezető római és török út vezetett át, majd a törökök Petrovac várának megépítésével az utat a Bjelajsko polje közepére helyezték át.
A falu onnan kapta a nevét, hogy egykor szarajevói kereskedőket öltek meg itt. Akkoriban itt vezetett a Petrovacról Bihácsba vezető főút, nem pedig a mezőkön át, mint most. A kereskedők áruikkal a bihácsi vásárra mentek. Itt vártak lesben rájuk a rablók, akik megölték és kirabolták őket.

## Nevezetességei
- Bijela Crkva – római épület és középkori templom maradványai.[5]

## Fordítás
- Ez a szócikk részben vagy egészben  a   Busije (Bosanski Petrovac) című bosnyák Wikipédia-szócikk ezen változatának fordításán alapul.  Az eredeti cikk szerkesztőit annak laptörténete sorolja fel. Ez a jelzés csupán a megfogalmazás eredetét és a szerzői jogokat jelzi, nem szolgál a cikkben szereplő információk forrásmegjelöléseként.